# Robert Darnton
Robert Darnton (Nueva York, 10 de mayo de 1939) es un historiador estadounidense. Su énfasis está en la historia cultural (especialmente en la historia del libro y la lectura) y es reconocido como uno de los mayores expertos mundiales en el siglo XVIII francés. 

## Vida
Hijo y hermano de reconocidos periodistas, su padre fue corresponsal para The New York Times. Darnton se graduó de la Universidad de Harvard en 1960 y cursó estudios en la Universidad de Oxford gracias a una beca Rhodes. En Oxford se graduó como Ph.D en historia en 1964, donde estudió con Richard Cobb, entre otros. A su regreso a Nueva York trabajó como reportero en el New York Times entre 1964 y 1965, en la sección de policiales. Obtuvo la beca MacArthur en 1982 y fue presidente de la Asociación Estadounidense de Historiadores en 1999.
Se unió al cuerpo de profesores de la Universidad de Princeton en 1968 y ocupó la cátedra Shelby Cullom Davis de historia europea. El 1 de julio de 2007 fue transferido al estatus de profesor emérito y fue nombrado profesor Carl H. Pforzheimer y director de la biblioteca de la Universidad de Harvard.
Darnton es un pionero en el campo de la historia del libro. Está actualmente escribiendo sobre publicaciones electrónicas y el futuro del libro. Es uno de los fundadores del programa Gutenberg-e auspiciado por la fundación Mellon.

## Premios y honores
Uno de sus libros, Los Best-Sellers prohibidos de la Francia Pre-Revolucionaria, ganó el Premio Nacional del Círculo de Críticos estadounidense en 1995. 
En 1999 fue nombrado Caballero de la Legión de Honor, un premio dado por el gobierno francés, en reconocimiento a su trabajo. En 2004 le otorgaron el premio Gutenberg de la Sociedad Internacional Gutenberg. [cita requerida]
En 2005 recibió un premio por logros destacados de la Asociación Americana de Historia del Impreso
y el Premio Mundial Cino Del Duca en 2013.
Fue también presidente de la Asociación Estadounidense de Historia .
En septiembre de 2016 recibió el título doctor honoris causa por la Universidad de Buenos Aires.

## Libros publicados en castellano
- Robert Darnton. La gran matanza de gatos y otros episodios en la historia de la cultura francesa. Fondo de cultura económica, México, 1987, 266 pp.
- Robert Darnton. Edición y subversión. Literatura clandestina en el Antiguo Régimen. Fondo de Cultura Económica, México, 2003, 269 pp.
- Robert Darnton. El coloquio de los lectores. Ensayos sobre autores, manuscritos, editores y lectores. Fondo de Cultura Económica, México, 2003, 460 pp.
- Robert Darnton. Los best-sellers prohibidos en Francia antes de la revolución. Fondo de Cultura Económica, México, 2008, 553 pp.
- Robert Darnton. El beso de Lamourette. Reflexiones sobre historia cultural. Fondo de Cultura Económica, Argentina, 2010, 375 pp.
- Robert Darnton. Las razones del libro. Futuro, presente y pasado. Trama, Madrid, 2011, 204 pp.
- Robert Darnton. El negocio de la Ilustración. Historia editorial de la Encyclopédie, 1775-1800. Fondo de Cultura Económica, México, 2011.
- Robert Darnton. El diablo en el agua bendita, o el arte de la calumnia de Luis XIV a Napoleón. Fondo de Cultura Económica, México, 2014.

## Referencias

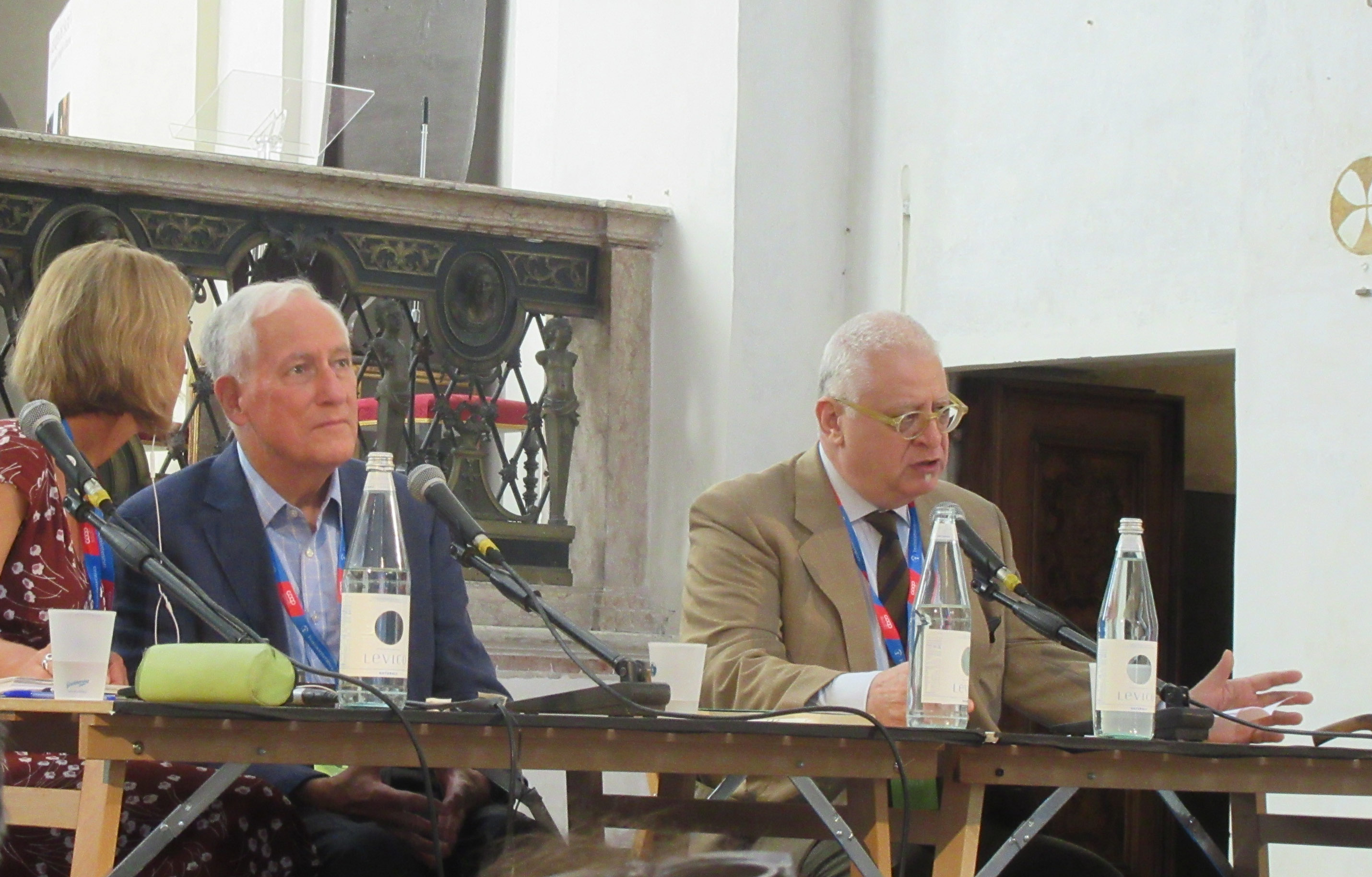
El prof. Darnton con el prof. Hans Tuzzi en el Festivaletteratura de Mantova, 8 de septiembre 2018.